# سريتشكو يوريتشيتش
سريتشكو يوريتشيتش (بالكرواتية: Srećko Juričić) (مواليد 30 ديسمبر 1954 في فولوسكو، أوباتيا، كرواتيا، يوغوسلافيا) لاعب كرة قدم كرواتي سابق ومدرب كرة قدم حالي. يتولى حاليا منصب المدير الرياضي لنادي رييكا لكرة القدم.
كلاعب كان جزءا من الجيل الذهبي لنادي رييكا الذي فاز بكأس يوغوسلافيا مرتين في 1978 و1979. كما أنه أكثر لاعب لعب لصالح نادي رييكا حيث شارك في 684 مباراة. استلم يوريتشيتش شارة قيادة الفريق في مواجهتيه البارزتين ضد يوفنتوس في عام 1980 وريال مدريد في عام 1984.
في مسيرته التدريبية تولى تدريب رييكا والأهلي الإماراتي. على الصعيد الدولي تولى تدريب منتخبات البحرين وعمان والإمارات واليمن. ثم انتقل لتدريب نادي الرفاع الرياضي البحريني.
في 4 أكتوبر 2008 أعلن يوريتشيتش عن تولي تدريب نادي الوصل الإماراتي.
في يونيو 2009 تم تعيينه مدربا لمنتخب اليمن. في ديسمبر 2010 أقيل من منصبه بعد سلسلة من النتائج السيئة في كأس الخليج العربي لكرة القدم 2010 التي استضافتها اليمن.
في مارس 2012 تم تعيين يوريتشيتش في منصب المدير الرياضي لنادي رييكا الكرواتي.